# Nathalie Kelley
Nathalie Kelley, född 3 oktober 1985 i Lima, är en australisk skådespelare född i Peru. Hon är mest känd för sin roll som Neela i The Fast and the Furious: Tokyo Drift. Och även som Sibyl i The Vampire Diaries. Medverkar även i Bruno Mars musikvideo till låten "Just the way you are". Kelley spelade huvudrollen som Cristal under den första säsongen av Dynasty, från 2017 till 2018.
År 2018 gifte sig Kelley med Jordan "Jordy" Burrows. De separerade 2020.